# Ablución

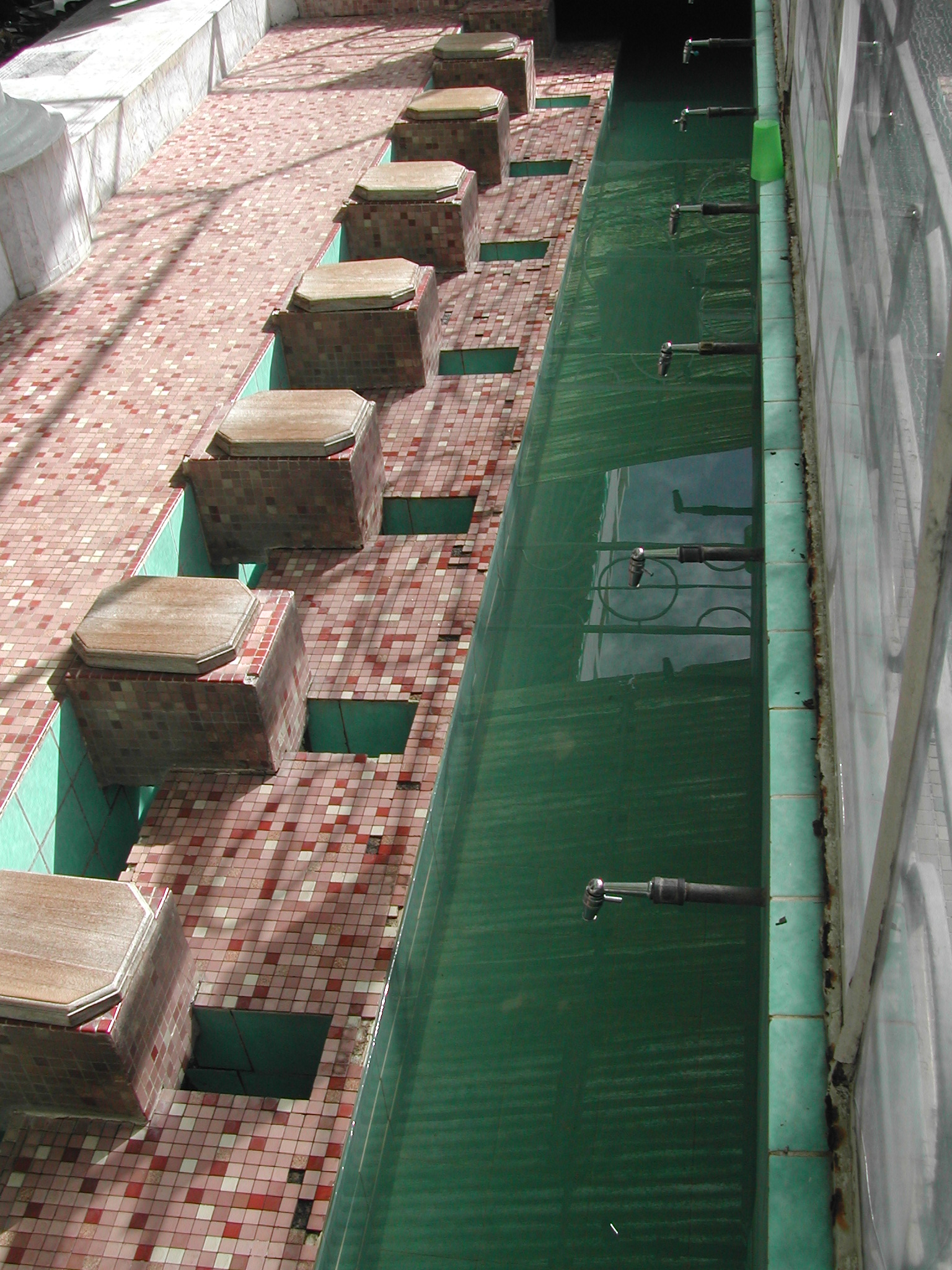
Lugar destinado a las abluciones en una mezquita.

Una ablución (latín ablutio, "me lavo; lavado") es una purificación ritual de algunas partes del cuerpo antes de algunos actos religiosos.
El agua es un símbolo de purificación en muchas de las principales religiones:
- En el judaísmo, Mikvé es la ubicación requerida para un baño ritual de pureza.
- En el cristianismo, el agua se utiliza para el bautismo (bautismo deriva del griego baptizo, lavar, sumergir),[2] rito de admisión a la Iglesia cristiana, tanto en aspersión como en inmersión parcial o total por el pastor o sacerdote durante el rito del bautismo no durante el culto y no durante la misa.
- En el hinduismo, el agua tiene poderes de purificación.
- En el islam, el agua se utiliza para purificar al creyente durante abluciones anteriores a la oración, o Salat.

Las abluciones y la noción de pureza ritual son parte del judaísmo y del islam mientras que el cristianismo casi las ha abandonado.

## Abluciones en el judaísmo

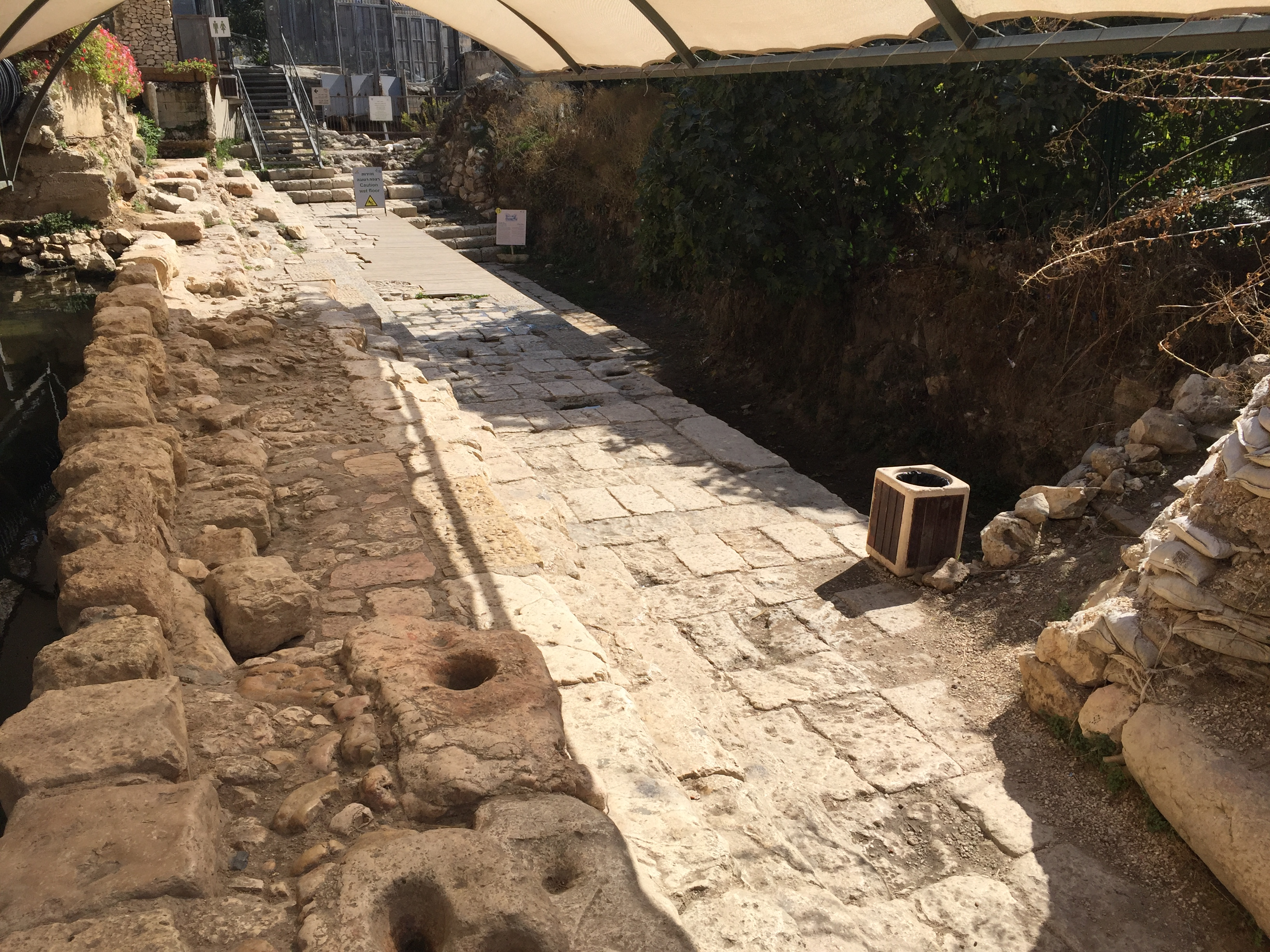
Restos de la Piscina de Siloé en Jerusalén, descubiertos en el 2004.

En el judaísmo, la ablución es una purificación ritual que puede ser una inmersión de todo el cuerpo o una sencilla aspersión de agua sobre las manos. La Torá prescribía una inmersión total en una fuente natural, un río, o un baño ritual para purificar a las personas o los objetos que se volvieron impuros por un contacto directo o indirecto con unas fuentes de impureza, de las cuales las principales son la sangre y los cadáveres. Existen reglas precisas para las abluciones.
Todos los trabajadores de los servicios del Templo, que necesitaban un estado de pureza ritual, debían lavarse manos y pies con agua.

## Abluciones en el cristianismo
El cristianismo no solo retiene de las abluciones su significado simbólico en el rito del bautismo. Según la doctrina elegida, este rito consiste en una inmersión completa que significa la muerte, sepultura y resurrección de Jesucristo en un estanque (Romanos 6:1-11). Es una ordenanza hacia los bautistas judíos de las que Juan el Bautista es el representante más conocido.
Como vestigio de la purificación previa a la liturgia por parte de los sacerdotes católicos, perduran en algunas iglesias, en las sacristías o en dependencias específicas, los lavatorios destinados para el lavado de las manos. Algunos de estos son auténticas obras de arte, en muchos casos desconocidas por sus ubicaciones.

## Abluciones en el islam
En el islam son dos los tipos de abluciones (tahara): las grandes abluciones (gusle, غسل, lavar) y las pequeñas abluciones (wudu, وضوء, ablución). Estas abluciones están diseñadas para purificar el cuerpo y el alma. El rito religioso puede ser realizado con arena (abluciones secas), o a través de la ropa (por ejemplo, el lavado de los pies se puede hacer a través de los calcetines, o incluso de los zapatos).[cita requerida]

### Pequeñas abluciones
El wudu debe ser necesariamente realizado por un musulmán/a antes de la oración y la circunvalación, o Tawaf, alrededor de la Kaaba. El islam también recomienda su práctica antes de ir a dormir, leer el Corán, proceder a las grandes abluciones, o invocar a Allah. *Allah=Dios.
Comienzan con la fórmula "Bismillah, Er-Rahman, Er-Rahim.", que significa: "En el nombre de Alá, el Clemente, el Misericordioso". Tras ello hay que lavarse, siguiendo un ritual muy específico; las manos, boca, nariz , brazos, cara, cabeza , orejas y pies, mientras se recita la shahada "Confirmo que no hay más dios que Alá, el Único que no tiene asociados y afirmó que Mahoma es Su siervo y Su Mensajero".

### Grandes abluciones
El ghusl es el lavado completo del cuerpo. Es obligatorio en particular en el derrame seminal que ocurra estando despierto (debido al placer normal) o dormido (polución nocturna) pero no debido a una enfermedad o al frío o al efecto de una inmersión en agua caliente…), relación sexual, cesación de la menstruación, cesación de los loquios después del parto.
La emisión del esperma debido a una enfermedad o al frío o al efecto de una inmersión en agua caliente invalidará solamente la ablución menor (wudû’).
Algunas situaciones en las cuales se recomienda hacer el ghusl: para la oración del viernes (justo antes de irse a la mezquita), para la oración del Aid (las dos fiestas) o cuando uno abraza el islam. Igual que con las pequeñas abluciones, hay que tener cuidado de no desperdiciar el agua y utilizar sólo la cantidad necesaria.
La manera correcta de hacer el ghusl (ablución mayor) es:
Ponerse en un lugar limpio (esto es mandûb = recomendado). Lavar las dos manos y limpiar las mancillas.
Emitir la intención (niyyah) (de desembarazarse del estado de impureza mayor o de poder cumplir con los actos cultuales (impedidos por el estado de impureza mayor) o de cumplir con la obligación de lavamiento ritual), luego decir: «bismillah» (en el nombre de Allâh) y lavar las partes íntimas (lavar primero el sexo y no volver a tocarlo después (o durante) la ablución menor). Luego realizar la ablución menor normalmente (se puede atrasar el lavamiento de los pies hasta el fin del Ghusl). Luego lavar la cabeza tres veces, cuidando que el agua penetre hasta la raíz de los cabellos (frotando), lavar después las orejas y la barba haciendo bien penetrar el agua adentro (de la barba) (hasta la raíz y la piel, frotando), luego lavar el cuello, los hombros, bajo los brazos y el ombligo (utilizando su dedo para alcanzar el fondo) y después la espalda… Luego lavar el lado derecho del cuerpo y después el izquierdo, la pierna derecha y la pierna izquierda… (pues se recomienda empezar por las partes superiores derechas del cuerpo). Cada parte del cuerpo debe ser friccionada con agua (incluso las partes escondidas como bajo los brazos, el ombligo, detrás de las rodillas, la entrepierna…) pasando bien la mano.

### Abluciones secas
Como es frecuente que no haya agua en el desierto, o por la imposibilidad de la persona a estar en contacto con el agua por razones de salud (maladies), o por otras razones (falta de agua caliente, riesgo para la salud si el agua toca en todo o en parte el cuerpo, etc); el islam ha brindado la oportunidad de abluciones en seco, en sustitución de las grandes y pequeñas, con la condición de que la intención sea purificarse. Es necesario usar un objeto puro, frotarse manos y cabeza y rezar inmediatamente.
Objetos puros: tierra limpia, piedras, nieve, tierra húmeda, o cualquier superficie pura. El enfermo que esté solo puede utilizar una pared de piedra o adobe, o cualquier otra cosa a la que alcance.

## Abluciones en la francmasonería
En el grado 5-18 de la francmasonería, se lleva a cabo una ablución en las ceremonias místicas.[cita requerida]